# 伊薇特·希金斯
伊薇特·希金斯（英語：Yvette Higgins，1978年1月5日—），澳大利亚前女子水球运动员。她曾代表澳大利亚国家队参加2000年夏季奥林匹克运动会水球比赛，获得一枚金牌。